# Stephen Saunders
Stephen Saunders es un personaje ficticio de la serie 24. Es también uno de los personajes más relevantes durante el transcurso de la tercera temporada, interpretado por el actor Paul Blackthorne.

## Perfil
Saunders era un agente del MI6. Fue asignado a la Operación Nightfall junto al Agente Jack Bauer. La misión fue ideada para eliminar al criminal de guerra serbio Victor Drazen. Se asumió que Saunders murió cuando bombardearon la casa de Drazen, al ser capturado por los fuerzas del ejército serbio fue duramente torturado durante dos años. Después de que escapase de sus captores, Saunders se dedicó a vengarse atacando a los Estados Unidos.

## Stephen Saunders en 24

### Tercera temporada
Vieron a Saunders con varios terroristas conocidos antes del día tres. Ese día, lanzó un manifiesto de inhabilitar lo que él llamó “la máquina militar americana.” Él lanzó un frasco del virus (ficticio) mortal de Cordilla en el hotel Chandler-Plaza, y utilizó los resultados para chantajear a presidente David Palmer en usar la frase “el cielo está cayendo” en un discurso presidencial (probablemente para lanzar un ataque contra la oficina del MI6 en Los Ángeles), Palmer entonces fue forzado para pedir el asesinato de director Ryan Chappelle de la división. Su demanda final era que Palmer le diese una lista de los Agentes de Estados Unidos. Es entonces cuando la UAT tomó su hija, Jane, en custodia, y él no deseó actuar antes de asegurarle seguridad. Poco antes escapó, los hombres de Saunders tomaron a rehén a Michelle Dessler y exigieron a Tony Almeida una ruta de escape. En el intercambio entre Michelle y Jane, Bauer captura a Saunders y los lleva al Hotel Chandler Plaza, en donde él amenazó forzar a Jane a entrar al hotel infectado con el virus si no le decía donde estaban las otras cepas. Saunders accede justo cuando estaban introduciendo a su hija al hotel. Entonces llevaron a Saunders de nuevo a la UAT para revelar las localizaciones de los mensajeros. Él estaba en curso de identificar al mensajero final, Arturo Rabens (situado en Los Ángeles), cuando la esposa del agente Gael Ortega, Theresa, disparó una pistola y tiró dos veces en el pecho, matándole para vengar la muerte del agente Ortega.

## Otros Detalles
- Datos: Q9079874